# Kanton Les Abymes-5
Kanton Les Abymes-5 (francouzsky Canton des Abymes-5) byl francouzský kanton v departementu Guadeloupe v regionu Guadeloupe. Tvořila ho část obce Les Abymes. Zrušen byl při reformě francouzských kantonů v roce 2014.